# Чистец трёхжилковый
Чистец трёхжилковый (лат. Stáchys trinervis) — вид полукустарников рода Чистец (Stachys) семейства Яснотковые (Lamiaceae).

## Распространение и экология
Распространён в горном Туркменистане, Иране, Афганистане.
Растёт в пустынно-степном поясе предгорий.

## Ботаническое описание
Полукустарник высотой 35—45 см, ветвистый..
Нижние листья яйцевидно-ланцетные или продолговатые, длиной 40—50 мм, шириной 7—8 мм, стеблеобъемлющие, серовато-зелёные; прицветные листья схожие, длиной 18—25 мм, шириной 3—4 мм, сидячие.
Соцветие — редкая кисть, мутовки широко расставленные, двуцветковые; прицветники щетиновидные; чашечка колольчатая; венчик белый.
Орешки продолговато-яйцевидные, мелкоячеистые.

## Классификация

### Таксономия
Вид Чистец трёхжилковый входит в род Чистец (Stachys) подсемейства Яснотковые (Lamioideae) семейства Яснотковые (Lamiaceae) порядка Ясноткоцветные (Lamiales).
|  |                                      |  |                                                             |                                                             |                      |  | ещё около 20 семейств (согласно Системе APG II) | ещё около 20 семейств (согласно Системе APG II) |                         |  |  |  | ещё около 35 родов  | ещё около 35 родов      |  |  |
|  |                                      |  |                                                             |                                                             |                      |  | ещё около 20 семейств (согласно Системе APG II) | ещё около 20 семейств (согласно Системе APG II) |                         |  |  |  | ещё около 35 родов  | ещё около 35 родов      |  |  |
|  |                                      |  |                                                             | порядок Ясноткоцветные                                      |                      |  |                                                 |                                                 | подсемейство Яснотковые |  |  |  |                     | вид Чистец трёхжилковый |  |  |
|  |                                      |  |                                                             | порядок Ясноткоцветные                                      |                      |  |                                                 |                                                 | подсемейство Яснотковые |  |  |  |                     | вид Чистец трёхжилковый |  |  |
|  | отдел Цветковые, или Покрытосеменные |  |                                                             |                                                             | семейство Яснотковые |  |                                                 |                                                 | род Чистец              |  |  |  |                     |                         |  |  |
|  | отдел Цветковые, или Покрытосеменные |  |                                                             |                                                             |                      |  |                                                 |                                                 |                         |  |  |  |                     |                         |  |  |
|  |                                      |  | ещё 44 порядка цветковых растений (согласно Системе APG II) | ещё 44 порядка цветковых растений (согласно Системе APG II) |                      |  |                                                 | ещё 7 подсемейств                               | ещё 7 подсемейств       |  |  |  | ещё более 300 видов |                         |  |  |
|  |                                      |  |                                                             | ещё 44 порядка цветковых растений (согласно Системе APG II) |                      |  |                                                 |                                                 | ещё 7 подсемейств       |  |  |  |                     |                         |  |  |